# Lost Gravity
Lost Gravity  est un parcours de montagnes russes du parc Walibi Holland, aux Pays-Bas. Il a ouvert le 24 mars 2016, en même temps que la nouvelle zone thématique Zero Zone en remplacement de Wild Wild West.